# 2K22 퉁구스카
2K22 퉁구스카(러시아어:  2К22 "Тунгуска")는 소련의 궤도식 자주대공포로, 지대공 미사일과 포 체계를 탑재하고 있다. 이 체계는 모든 기상 조건에서 보병 및 전차 연대를 저고도 항공기, 헬리콥터, 순항 미사일로부터 주야간 보호하도록 설계되었다. 이 무기 체계에 사용되는 미사일의 NATO 보고명은 SA-19 "그리슨"이다.

## 개발
2K22 대공 시스템의 개발은 1970년 6월 8일에 시작되었다. 소련 국방부의 요청에 따라, 툴라 (러시아)에 위치한 KBP 계기설계국은 수석 설계자 아르카디 게오르기예비치 쉬푸노프의 지휘 아래 23mm ZSU-23-4를 대체할 30mm 대공 시스템 개발에 착수했다.
"퉁구스카"라는 암호명으로 진행된 이 프로젝트는 ZSU-23-4의 단점(짧은 사거리와 조기 경고 시스템 부재)을 개선하고, 23mm 기관포에 대한 높은 저항력을 갖도록 설계된 A-10 선더볼트 II와 AH-64 아파치와 같은 새로운 지상 공격기에 대응하기 위해 추진되었다. 연구 결과, 30mm 기관포는 ZSU-23-4의 23mm 기관포가 특정 표적을 파괴하는 데 필요한 포탄 수의 3분의 1에서 절반 정도만 필요하며, 초당 300 미터 매 초 (670 mph)로 비행하는 MiG-17(또는 전쟁 시 NATO의 호커 헌터 또는 피아트 G.91과 유사한 표적)에 동일한 질량의 30mm 발사체를 발사할 경우 23mm 발사체보다 격추 확률이 1.5배 높다는 것이 입증되었다. 또한 최대 교전 고도가 2,000 to 4,000 미터 (6,600 to 13,100 ft)로 증가하고 경장갑 지상 표적 교전 시 효과가 향상된다는 점도 언급되었다.
이 시스템에 대한 초기 요구 사항은 ZSU-23-4에 비해 사거리, 고도 및 전투 효율성 면에서 두 배의 성능을 달성하고, 반응 시간은 10초 이하여야 한다는 것이었다. 포병과 미사일의 사격 통제가 유사하다는 점 때문에, 퉁구스카는 포와 미사일이 결합된 시스템이 될 것이라고 결정되었다. 결합 시스템은 미사일로 장거리 표적을, 포로 단거리 표적을 교전함으로써 ZSU-23-4보다 더 효과적이다.
주 계약자인 KBP 외에도 소련 군사-산업 복합체의 다른 구성원들이 프로젝트에 참여했다. 차대는 민스크 트랙터 공장에서 개발되었고, 무선 장비는 울리야놉스크 기계 공장에서, 중앙 컴퓨터는 NIEMI ("안테이")에서, 유도 및 항법 시스템은 VNII "시그널"에서, 광학 장비는 레닌그라드 광학 기계 협회(LOMO)에서 개발되었다.
그러나 1975년부터 1977년 사이, 동일한 요구 사항을 충족하지만 더 뛰어난 미사일 성능을 가진 9K33 오사 미사일 시스템이 도입되면서 개발이 지연되었다. 상당한 논의 끝에, 1973년 아랍-이스라엘 전쟁에서 매우 성공적이었던 것처럼, 경고 없이 단거리에서 공격하는 저고도 공격 헬리콥터에 대해 순수 미사일 기반 시스템이 효과적이지 않다고 판단되었다. 포 시스템의 반응 시간은 약 8-10초인 반면, 미사일 기반 시스템은 약 30초이므로 개발이 재개되었다.
초기 설계는 1973년에 완료되었고, 시범 생산은 1976년 울리야놉스크 기계 공장에서 완료되었다. 시스템 테스트 및 시험은 1980년 9월부터 1981년 12월까지 동구스스키 사격장에서 진행되었다. 1982년 9월 8일 공식적으로 채택되었으며, 2K22/2S6으로 명명된 초기 버전은 발사 준비 위치에 4개의 미사일(각 측면에 2개)과 2개의 2A38 기관포를 가지고 있었다. 퉁구스카는 1984년 첫 배터리가 군에 납품되면서 제한적인 운용을 시작했다.
초기 2K22의 제한된 생산 후, 2K22M/2S6M으로 명명된 개선된 버전이 1990년에 운용을 시작했다. 2K22M은 발사 준비 미사일을 8개(각 측면에 4개)로 늘리고, 사격 통제 프로그램, 미사일 및 시스템의 전반적인 신뢰성을 수정하며, 기관포인 2A38M을 개선하는 등 여러 가지 개선 사항을 포함했다.
퉁구스카는 2003년 러시아군이 퉁구스카-M1 또는 2K22M1을 운용하면서 추가적인 개선을 거쳤다. M1은 새로운 9M311-M1 미사일을 도입했는데, 이 미사일은 8개의 빔 레이저 근접 신관을 무선 신관으로 대체하여 2K22M1이 순항 미사일과 같은 작은 표적을 교전할 수 있도록 여러 가지 변경을 가했다. 추가적인 수정은 미사일 추적 섬광탄을 펄스형 적외선 표지로 대체하여 적외선 대항책에 대한 저항력을 높였다. 다른 개선 사항으로는 미사일 사거리가 8 to 10 킬로미터 (5.0 to 6.2 mi)로 증가하고, 광학 추적 및 정확도가 향상되었으며, 포대 구성 요소와 지휘소 간의 사격 통제 조율이 개선되었다. 전반적으로 퉁구스카-M1은 퉁구스카-M보다 전투 효율이 1.3~1.5배 더 높다.

## 설명
GRAU 색인에는 "퉁구스카" 시스템이 2K22로 등재되어 있다. 완전한 시스템 또는 포대는 9M311 "트레우골니크"(삼각형) 지대공 미사일과 두 개의 2A38 30mm 기관포로 무장한 6대의 2S6 전투 차량으로 구성된다. 이들 차량에는 최대 3대의 2F77 운반-장전 트럭이 동반된다. 2K22는 또한 2F55, 1R10 및 2V110 수리 및 정비 차량, MTO-AGZ 정비창 및 9V921 시험 차량 등을 포함한 다양한 지원 시설과 연관되어 있다. 이 시설들은 현장에서 2K22 포대 유지보수뿐만 아니라 정기적인 정비도 제공한다. 각 시스템은 최대 고도 3.5 킬로미터 (2.2 mi)와 -10°에서 87°의 고도 범위 내에서 동시에 6개의 표적을 공격할 수 있다(각 2S6 차량당 1개).

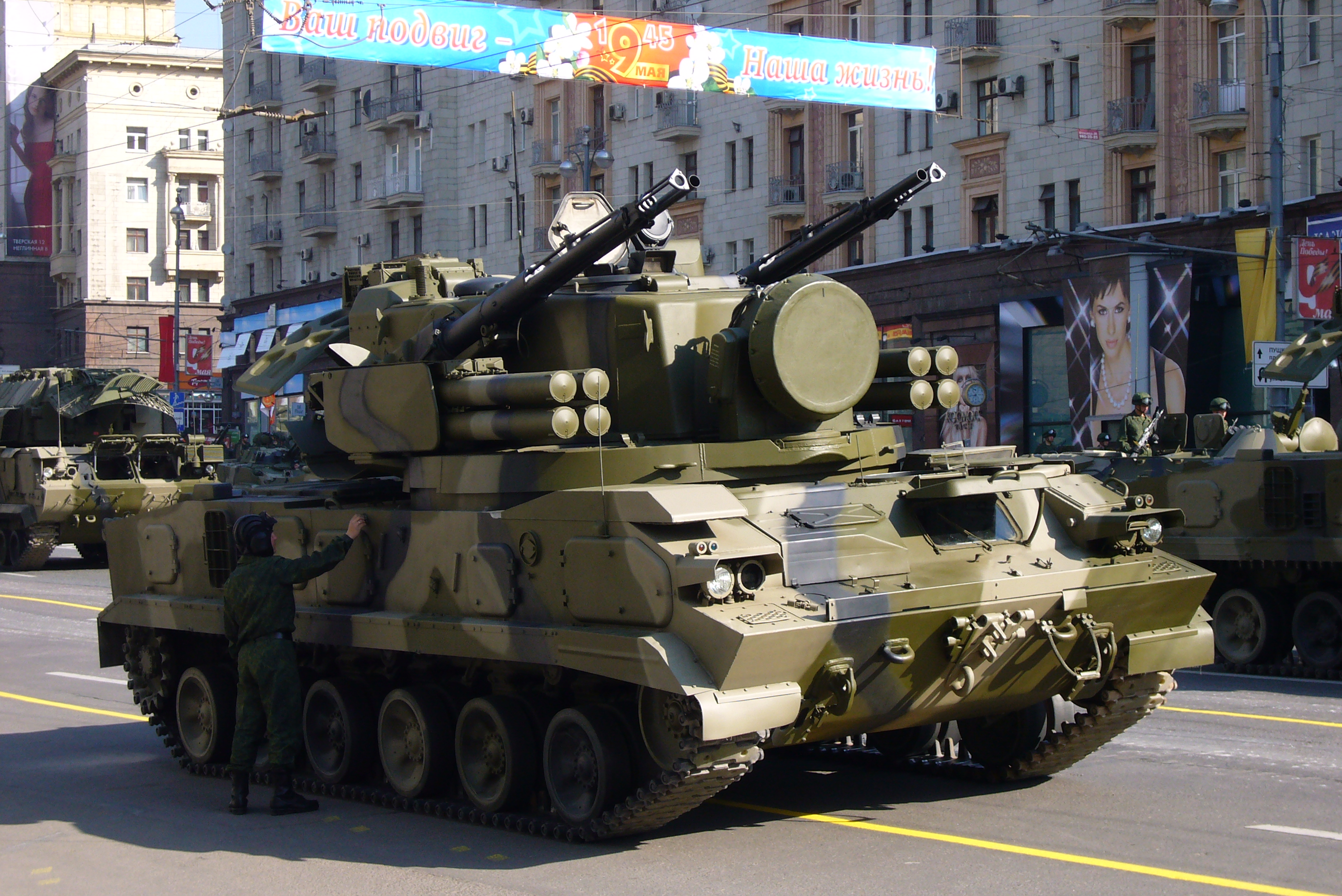
2008 모스크바 전승 기념일의 퉁구스카

2S6 전투 차량은 민스크 트랙터 공장 (MTZ)에서 개발 및 생산한 GM-352 및 이후 GM-352M 차체를 사용하며, 각 측면에 유기압식 서스펜션이 있는 6개의 로드 휠, 후방에 구동 스프로킷 및 3개의 리턴 롤러를 갖추고 있다. NBC 시스템도 차체에 통합되어 소화기 사격으로부터 보호되도록 장갑이 되어 있다. 최신 퉁구스카-M1에는 자동 기어 변속 및 진단 기능이 제공되며, MMZ에서 개발 및 생산된 새로운 GM-5975 차체를 사용한다. GM-5975.25는 500 킬로미터 (310 mi)의 항속 거리와 최대 65 km/h (40 mph)의 속도를 자랑한다. 주변 온도가 −50 to 50 °C (−58 to 122 °F) 범위이고 고도가 최대 3,000 미터 (9,800 ft)인 환경에서도 작동할 수 있다. 35° 경사의 언덕도 오를 수 있다. 전반적인 배치는 이전 ZSU-23-4와 유사하며, 무장, 센서 및 승무원 세 명(지휘관, 포수, 레이더 운용병)이 탑재된 대형 중앙 360도 회전 포탑(2A40으로 지정)이 있다. 운전병은 차체 전면 왼쪽에 앉고, 그의 오른쪽에는 가스터빈 APU가, 차체 후면에는 다중 연료 디젤 엔진이 있다.
전자 기계식으로 스캔되는 파라볼라 E-밴드 (10kW 출력) 표적 획득 레이더는 포탑 후방 상단에 장착되어 있으며, 포탑 전방에 장착된 J-밴드 (150kW 출력) 단일 펄스 추적 레이더와 결합하여 1RL144 (NATO: 핫 샷) 펄스-도플러 3차원 레이더 시스템을 형성하며, 이 시스템은 3,500 미터 (11,500 ft) 높이로 비행하는 표적을 탐지하고 추적할 수 있다. 1A26 디지털 컴퓨터 및 1G30 각도 측정 시스템과 함께 1A27 레이더 복합체를 구성한다. 퉁구스카-M은 탐지 거리 18 킬로미터 (11 mi), 추적 거리 16 킬로미터 (9.9 mi)의 1RL144M 레이더를 갖추고 있다. 퉁구스카-M1의 기계식 스캔 표적 획득 레이더는 360° 시야, 약 18 킬로미터 (11 mi)의 탐지 거리, 그리고 15 미터 (49 ft)만큼 낮은 표적을 탐지할 수 있다. 추적 레이더의 사거리는 16 킬로미터 (9.9 mi)이다. C/D-밴드 IFF 시스템도 장착되어 있으며 1RL138로 지정되어 있다. 레이더 시스템은 다양한 유형의 간섭에 대해 고도로 보호되며, 지평선에 산이 있어도 배경에 관계없이 작동할 수 있다.  이 시스템은 30mm 기관포를 사용하여 이동 중에도 사격할 수 있지만, 미사일을 발사하려면 정지해야 한다. 최대 표적 속도는 최대 500 미터 매 초 (1,100 mph)이다.
2S6 및 2S6M의 표준 장비에는 컴퓨터화된 사격 통제 시스템, 난방, 환기, NBC 시스템, 자동 화재 감지 및 진압 시스템, 항법 장비, 야간 투시 장비, 1V116 인터콤, R-173 수신기를 통한 외부 통신 시스템(지휘소와의 더 나은 통신을 위해 2S6M에서 현대화됨) 및 모니터링 장비가 포함된다. 이 차량은 또한 핵, 생물학 및 화학 무기의 영향에 대한 방호 능력을 갖추고 있다.
6대의 퉁구스카 포대는 암호화된 무선 링크를 통해 사격 통제 정보를 자동으로 수신할 수 있으며, 이를 통해 표적 정보를 란지르 또는 PPRU 포대 지휘소로부터 개별 장치에 분배할 수 있다. 지휘소는 AWACS 또는 조기 경보 레이더, 또는 PPRU의 경우 자체 레이더 장비로부터 표적 정보를 수신할 수 있다.

## 파생형

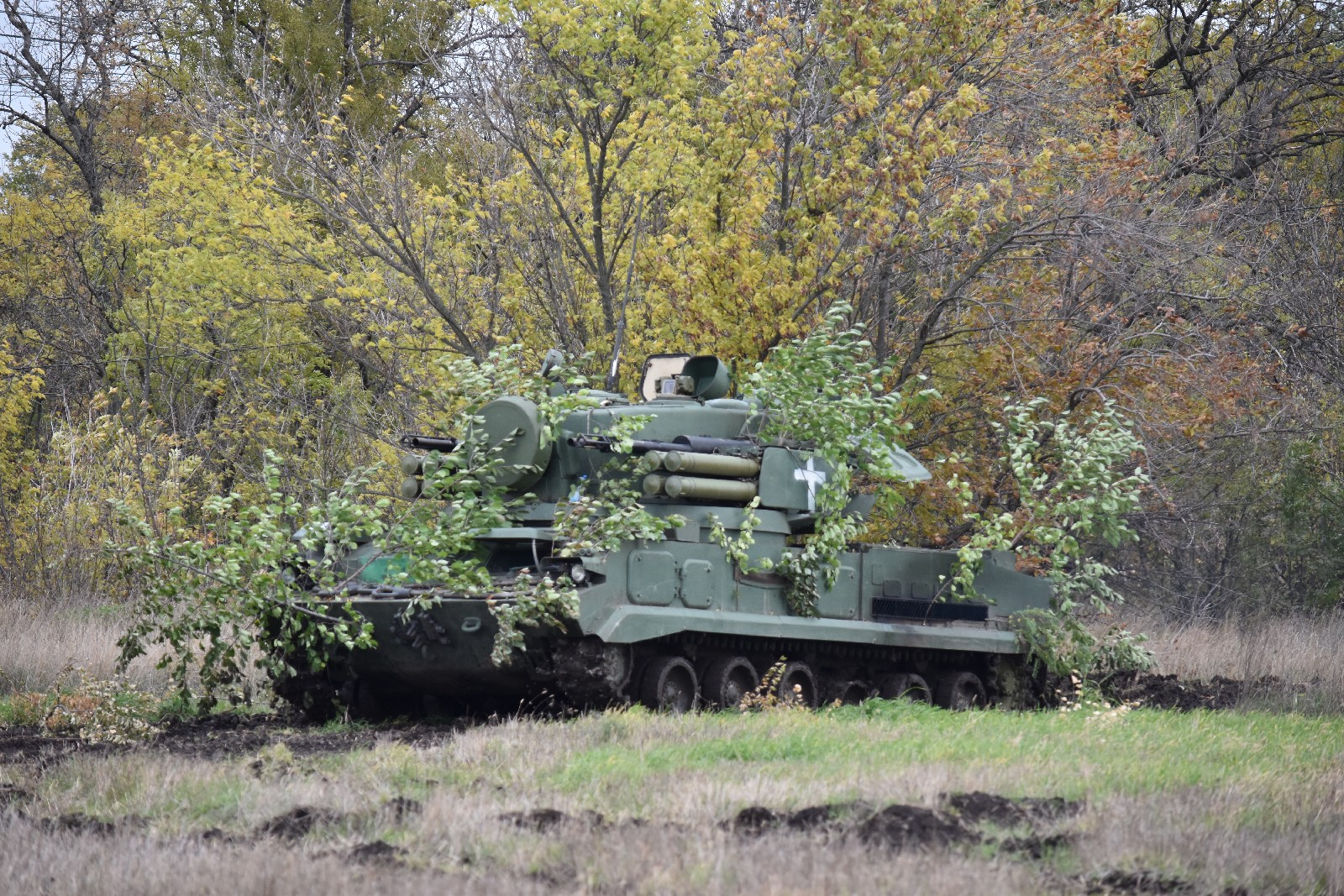
2022년 12월 3일 바흐무트 전투 중 나무 가지로 위장한 우크라이나 제30기계화여단의 2K22 퉁구스카

### 2K22
원래 시스템으로, 사거리 8 킬로미터 (5.0 mi)인 9M311, 9M311K (3M87) 또는 9M311-1 미사일을 사용한다. 이러한 초기 버전의 "퉁구스카" 시스템 중 일부는 "트레우골니크" (러시아어 Треугольник—삼각형)로 알려져 있었다. 이 시스템은 2S6 통합 대공 방어 차량에 장착된다.

### 2K22M (1990)
주요 생산 시스템으로, 9M311M (3M88) 미사일과 2A38M 기관포를 사용한다. 이 통합 대공 방어 차량 2S6M은 GM-352M 차체를 기반으로 한다. 2F77M 운송-장전 차량. 2F55-1, 1R10-1 및 2V110-1 수리 및 유지 보수 차량.

### 2K22M1 (2003)
개선된 버전으로, GM-5975 차체에 2S6M1 전투 차량이 탑재되었으며, 9M311-M1 미사일 (사거리: 10 킬로미터 (6.2 mi))과 개선된 사격 통제 시스템을 사용한다. 2003년 7월 31일 러시아군에 공식적으로 채택되었다.

## 포
2А38 30mm 기관포(및 후기형 2A38M)는 KBP 계기설계국에서 설계하고 툴라마시자보드 주식회사에서 제조했다. 퉁구스카는 일반적으로 APDS, AP-T, APDS Frag-T, HE-I, API 혼합탄 1,904발을 탑재한다. 이 기관포들은 분당 3,900발에서 5,000발(각 포당 1,950발에서 2,500발)의 결합 발사 속도로 번갈아 발사되며, 이는 탄약이 소진되기 전까지 23~30초의 지속 사격 시간을 제공하고, 포구 속도는 960 미터 매 초 (2,100 mph)이다. 표적 유형에 따라 83발에서 250발 사이의 점사가 발사되며, 교전 범위는 0.2 to 4.0 킬로미터 (0.12 to 2.49 mi)이다. HE-T 및 HE-I 포탄이 사용되며, 발사 지연 및 자폭 메커니즘을 포함하는 A-670 시한 및 충격 신관이 장착되어 있다. 2K22는 레이더 모드와 광학 모드의 두 가지 주요 작동 모드에서 기관포를 발사할 수 있다. 레이더 모드에서는 표적 추적이 완전 자동으로 이루어지며, 레이더 데이터로 포가 조준된다. 광학 모드에서는 포수가 1A29 안정화 조준경을 통해 표적을 추적하며, 레이더는 거리 데이터를 제공한다.

## 미사일
이 시스템은 CIWS 카시탄과 동일한 9M311 (NATO: SA-19/SA-N-11) 미사일 계열을 사용하며, 1.5 to 8 킬로미터 (0.93 to 4.97 mi) 범위의 표적을 고도 5 to 3,500 미터 (16 to 11,483 ft)까지 교전할 수 있다. 퉁구스카-M1은 사거리가 2.5 to 10 킬로미터 (1.6 to 6.2 mi)로 증가하고 고도가 15 to 3,500 미터 (49 to 11,483 ft)인 개선된 9M311-M1 미사일을 사용한다. 미사일은 두 단으로 구성되어 있으며, 큰 부스터 단에는 네 개의 접이식 날개가 있어 미사일을 900 미터 매 초 (2,000 mph) 속도까지 가속시킨다. 두 번째 단에는 네 개의 고정 날개와 네 개의 조종 가능한 제어면이 있다. 완전한 미사일은 길이가 약 2.56 미터 (8.4 ft)이고 질량이 57 킬로그램 (126 lb)이다.
유도는 표적 추적 레이더에 의해 수행되며, 레이더는 표적의 거리, 고도, 방위를 사격 통제 컴퓨터에 지속적으로 전달한다. 이 데이터를 기반으로 컴퓨터는 포의 조준 명령이나 미사일의 궤도 수정 명령을 생성한다. 포수는 퉁구스카의 안정화 조준경을 사용하여 표적의 고도와 방위를 추적하는 백업 추적 방식을 사용할 수 있다. 포수는 시스템의 탐색 레이더에 의해 처음 표적으로 유도된다. 미사일이 표적 5 미터 (16 ft) 이내로 유도되면, 능동 레이저 또는 무선 신관(9M311-M1)이 작동된다. 접촉 신관도 장착되어 있다. 탄두는 약 9 킬로그램 (20 lb) 무게이며, 연속 파편 시스템으로, 길이가 60 센티미터 (24 in), 직경이 6 to 9 밀리미터 (0.24 to 0.35 in)인 로드로 구성되어 있으며, 이 로드는 2–3 그램 (0.071–0.106 oz) 무게의 파편으로 부서진다. 로드는 미사일로부터 약 5 미터 (16 ft) 떨어진 곳에서 완전한 고리를 형성한다.

### 미사일 파생형
- 9M311: 원본 미사일, 레이저 근접 신관, 사거리 8 킬로미터 (5.0 mi).
- 9M311K (3M87): 코르티크 시스템에서 사용되는 9M311의 해군 버전. 카시탄의 수출 버전은 9M311-1E 미사일을 사용한다.
- 9M311-1: 미사일의 수출 버전.
- 9M311M (3M88): 미사일의 개량형.
- 9M311-M1: 퉁구스카-M1에서 사용되며, 순항 미사일에 대한 향상된 능력을 위해 레이더 근접 신관이 장착되었다. 적외선 대항책에 대한 더 나은 저항을 위해 지속적인 섬광 대신 펄스 추적등이 사용된다. 사거리가 10 킬로미터 (6.2 mi)로 향상되었다.

### 유사 시스템
- FK-1000: 9M311 미사일은 2005년에 처음으로 중국에 수출되었고,[26] 2012년 11월에 열린 제9회 주하이 에어쇼에서 2K22 퉁구스카의 중국 파생형으로 추정되는 FK-1000(이 시스템과 유사한 것으로 8륜 차대에 장착된 스카이 드래곤 12, SD-12, 톈롱 12가 있는데, 오직 로켓만 있음)이 공개되었다.[27] 중국항천과기집단공사 (CASIC)가 개발한 FK-1000은 퉁구스카의 30mm 포를 25mm 기관포로 대체하고 8 × 8 트럭에 장착된다는 점에서 2K22 퉁구스카와 다르다. FK-1000의 레이더는 2K22 퉁구스카와 정확히 동일한 방식으로 배치되어 있지만, 퉁구스카의 기계식 스캔 감시 및 추적 레이더는 모두 FK-1000에서 위상 배열 레이더로 대체되었다. 총 12개의 미사일이 무기 스테이션 양쪽에 각각 6개씩 2열 3개 컨테이너/발사기 형태로 장착되어 있다. FK-1000의 미사일은 KS-1000으로 지정되어 있으며, 이 역시 놀랍게도 9M311과 유사하다.[28] 이로 인해 많은 서방 전문가들은 FK-1000 시스템이 2K22 퉁구스카에서 파생되었지만, 최신 러시아 시스템보다 가격이 저렴하다고 주장한다. 판치르-S1(SA-22)의 1천5백만 미국 달러에 비해 FK-1000 시스템은 5백만 달러로 가격이 책정되어 있다.[29]

## 전투 기록
2K22 시스템의 파생형은 1984년 처음 도입된 이래로 소련 및 이후 러시아군에서 계속 운용되고 있다. 2K22는 또한 여러 해외 국가의 군대에도 도입되었으며, 특히 인도에서 많이 운용되고 있다. 2K22는 2008 남오세티야 전쟁에서 러시아군에 의해 사용되었다.
2K22는 2022년 러시아의 우크라이나 침공에서 우크라이나군과 러시아군에 의해 사용되었다.
2023년 6월, 우크라이나는 국제 우크라이나 기금을 통해 수리, 재정비 및 예비 부품을 주문했다.

## 운용국

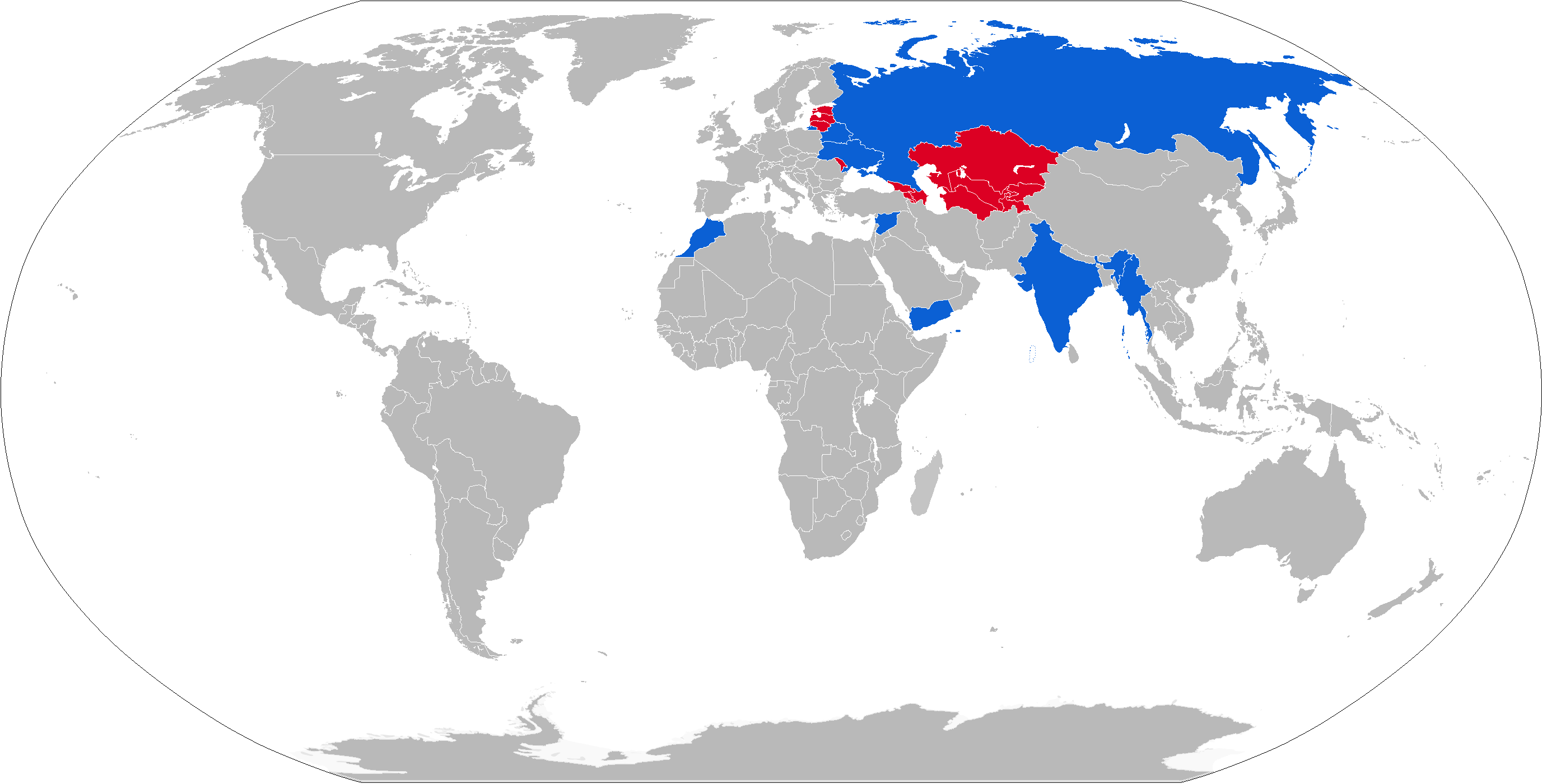
운용국
현재 운용국
이전 운용국

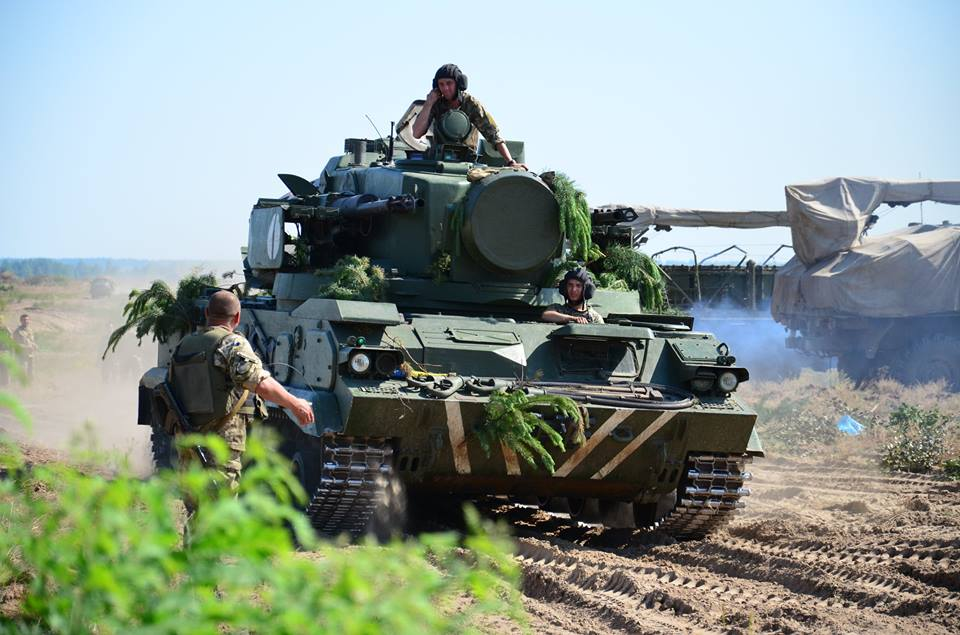
2S6 우크라이나 육군

### 현재 운용국
- 벨라루스: 2024년 현재 불명의 2S6이 현역으로 운용 중.[33]
- 인도: 2024년 현재 최대 80대의 2S6이 운용 중.[33] SIPRI는 1997년부터 2009년 사이에 최소 66대의 2S6이 인도되었다고 보고한다.[34]
- 모로코: 2024년 현재 12대의 2S6M이 운용 중.[33]
- 미얀마: 2004년에서 2007년 사이에 러시아로부터 38대의 2S6을 획득했다.[33][34]
- 러시아: 군사력 균형 2024에 따르면 2024년 현재 최소 240대의 2S6이 운용 중.[33] 2012-2017년 동안 21대의 퉁구스카-M1이 인도되었다.[35]
- 우크라이나: 군사력 균형 2024에 따르면 75대의 2S6이 운용 중.[33] 2024년 11월 11일 현재 진행 중인 러시아-우크라이나 전쟁 동안 최소 2대가 우크라이나군에 의해 노획되었다.[36]

### 이전 운용국
- 소련: 후계 국가들로 넘어갔다.

## 참고

### 참고 문헌
- Koll, Christian (2009). 《Soviet Cannon: A Comprehensive Study of Soviet Arms and Ammunition in Calibres 12.7mm to 57mm》. Austria: Koll. 276쪽. ISBN 978-3-200-01445-9.
- Guardia, Mike (2015년 5월 20일). 《Self-Propelled Anti-Aircraft Guns of the Soviet Union》 (영어). Bloomsbury Publishing. ISBN 978-1-4728-0624-6. 2023년 8월 25일에 확인함.